# Zdenka Švarcová
Zdenka Švarcová (* 3. února 1942, Kroměříž) je česká japanoložka, vysokoškolská pedagožka a překladatelka z japonštiny.  Roku 2010 jí byl japonským císařem propůjčen Řád vycházejícího slunce se zlatými paprsky na stuze.

## Život
V letech 1956–1960 vystudovala Průmyslovou školu filmovou v Čimelicích u Písku a do roku 1967 pracovala jako asistentka režie ve Filmovém studiu Barrandov. Poté začala studovat angličtinu a japonštinu na Filozofické fakultě Univerzity Karlovy, a studium úspěšně ukončila roku 1972. V letech 1972–1976 pracovala jako tlumočnice u obchodní společnosti ITOH CO. LTD., pak do roku 1990 vyučovala angličtinu a japonštinu na Státní jazykové škole v Praze. Roku 1986 úspěšně absolvovala kurz pro zahraniční učitele japonštiny, pořádaný Japonskou nadací pro mezinárodní výměnu v Tokiu. Od roku 1990 pracuje v Ústavu Dálného východu Filozofické fakulty Univerzity Karlovy v oboru japanologie. Roku 1993 získala obhajobou rigorózní práce Výklad původního semiotického modelu a ukázky jeho použití na vzorku veršů z klasické japonské poezie titul PhDr. (doktor filozofie). V letech 1993–1994 absolvovala tříměsíční stáž na Kjótské univerzitě. Roku 2001 obhájila habilitační práci, byla jmenována docentkou a roku 2007 profesorkou lingvistiky japonského jazyka.
Zabývá se především sémantickými a sémiologickými aspekty literárních textů v japonské literatuře. Podílela se na tvorbě učebnic japonštiny, napsala monografii o dějinách japonské literatury. Píše odborné studie a články do domácího i zahraničního odborného tisku, publikuje také v časopisech pro širokou veřejnost. Překládá japonskou poezii i prózu. Je členkou Evropské asociace pro japonská studia, Obce překladatelů a Česko-japonské společnosti.

## Vyznamenání
- Řád vycházejícího slunce se zlatými paprsky na stuze – Japonsko, 2010[6]

## Dílo

### Vlastní knihy
- Encyklopédia literárnych diel (1989), asi osmdesát hesel klasické a moderní japonské literatury.
- Učební osnovy pro jazykové školy, C-japonský jazyk (1989).
- Česko-japonská konverzace (1992–1993), tři díly, společně s Hiroko Macumijovou.
- Japonština pro samouky (1995–1996), spoluautor, dva díly.
- Vesmír v nás (1999), inspirace a útěcha v japonském jazyce a literatuře.
- Velká všeobecná encyklopedie Diderot (2000–2001), hesla o japonské literatuře.
- Japonská literatura 712–1868 (2005), dějiny klasické japonské literatury.
- Japonština pro samouky (2006), spoluautor.

### Překlady
- Haruo Umezaki: Bláznivý drak (1982), překlad novely Třešňový ostrov.
- Jasunari Kawabata: Příběh z dolního města na řece (1984).
- Kunio Cudži: Letní pevnost (1985).
- Osamu Dazai: Člověk ve stínu (1996), vzpomínky, zápisky, zpovědi.
- Jošihisa Okamacu: Rozsévání (1996), společně s Janem Sýkorou.
- Minoru Watanabe: O podstatě japonského jazyka (2000).
- Izumi Šikibu: Závoje mlhy (2002), deník a verše dvorní dámy.
- Issa Kobajaši: Můj Nový rok (2004).
- Izumi Šikibu: Čtvero ročních dob (1994).
- Issa Kobajaši: Boží člověk Issa, předmluva a překlad několika básní.
- Ono no Komači: Do slov má láska odívá se (2011), společně se Zdeňkem Gerychem.
- Saigjó Hóši: Odstíny smutku (2013), sto starojaponských básní, společně se Zdeňkem Gerychem.
- Šótecu: Podoben mraku život plyne... (2015), sto středověkých japonských básní, společně se Zdeňkem Gerychem.